# Арка Августа
Арка Августа — некогда триумфальная арка императора Августа на Римском форуме.
Арка была построена в 29 году до н. э. в честь победы Октавиана при Акции, в 31 году до н. э. над Антонием и Клеопатрой. Располагалась рядом с храмом Весты. До наших дней сохранились лишь небольшие остатки арки, но свидетельствами её существования являются изображения на монетах.

## См. также

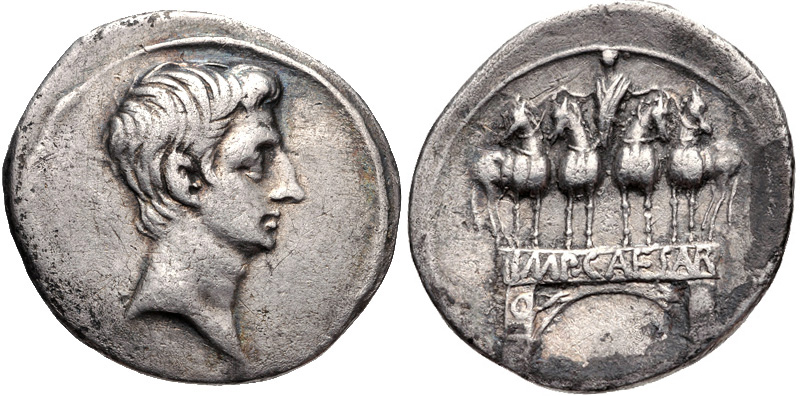
Изображение арки Августа на денарии